# Theodorico Haroldo de Oliveira
Theodorico Haroldo de Oliveira, meglio noto come Haroldo (Rio de Janeiro, 1º luglio 1937 – Rio de Janeiro, 12 giugno 1990), è stato un calciatore brasiliano, di ruolo difensore.
Difensore centrale, ha vinto diversi titoli con i colori del Santos di Pelé: due volte – consecutive – il campionato nazionale, il Torneo Rio-San Paolo 1963 e il Paulistao 1964. Inoltre ha contribuito al successo in Libertadores del Santos (1963) che in finale ha sconfitto gli argentini del Boca Juniors e alla vittoria dell'Intercontinentale 1963 contro i campioni d'Europa del Milan.
Haroldo è titolare nella difesa del Santos in tutte e tre le contestate sfide con i Rossoneri. In particolare, si rende artefice – assieme a tutto il reparto difensivo – di alcuni interventi fallosi poco ortodossi non sanzionati dall'arbitro argentino Brozzi. Dopo aver perso 4-2 a Milano e aver vinto con lo stesso risultato in casa, si gioca la terza finale, vinta dai brasiliani per 1-0. Solo successivamente, si scoprirà che l'arbitro Brozzi era stato corrotto per favorire il Santos.

## Palmarès

### Competizioni statali
- Campionato paulista: 1

Santos: 1964

### Competizioni nazionali
- Taça Brasil: 2

Santos: 1963, 1964
- Torneo Rio-San Paolo: 1

Santos: 1963

### Competizioni internazionali
- Coppa Libertadores: 1

Santos: 1963
- Coppa Intercontinentale: 1

Santos: 1963